# Josef Abrt
Josef Abrt (24. května 1924 – 5. května 1972) byl český a československý politik Komunistické strany Československa a poúnorový poslanec Národního shromáždění ČSR.

## Biografie
Po volbách roku 1954 byl zvolen do Národního shromáždění za KSČ ve volebním obvodu Ústí nad Labem. V parlamentu zasedal do konce funkčního období, tedy do voleb roku 1960. K roku 1954 se profesně uvádí jako předseda JZD v obci Vetlá.
Státní bezpečnost v Ústí nad Labem evidovala od roku 1957 jistého Josefa Abrta pod krycím jménem Labe v kategorii tajná spolupráce.